# Друза (мінеральний агрегат)

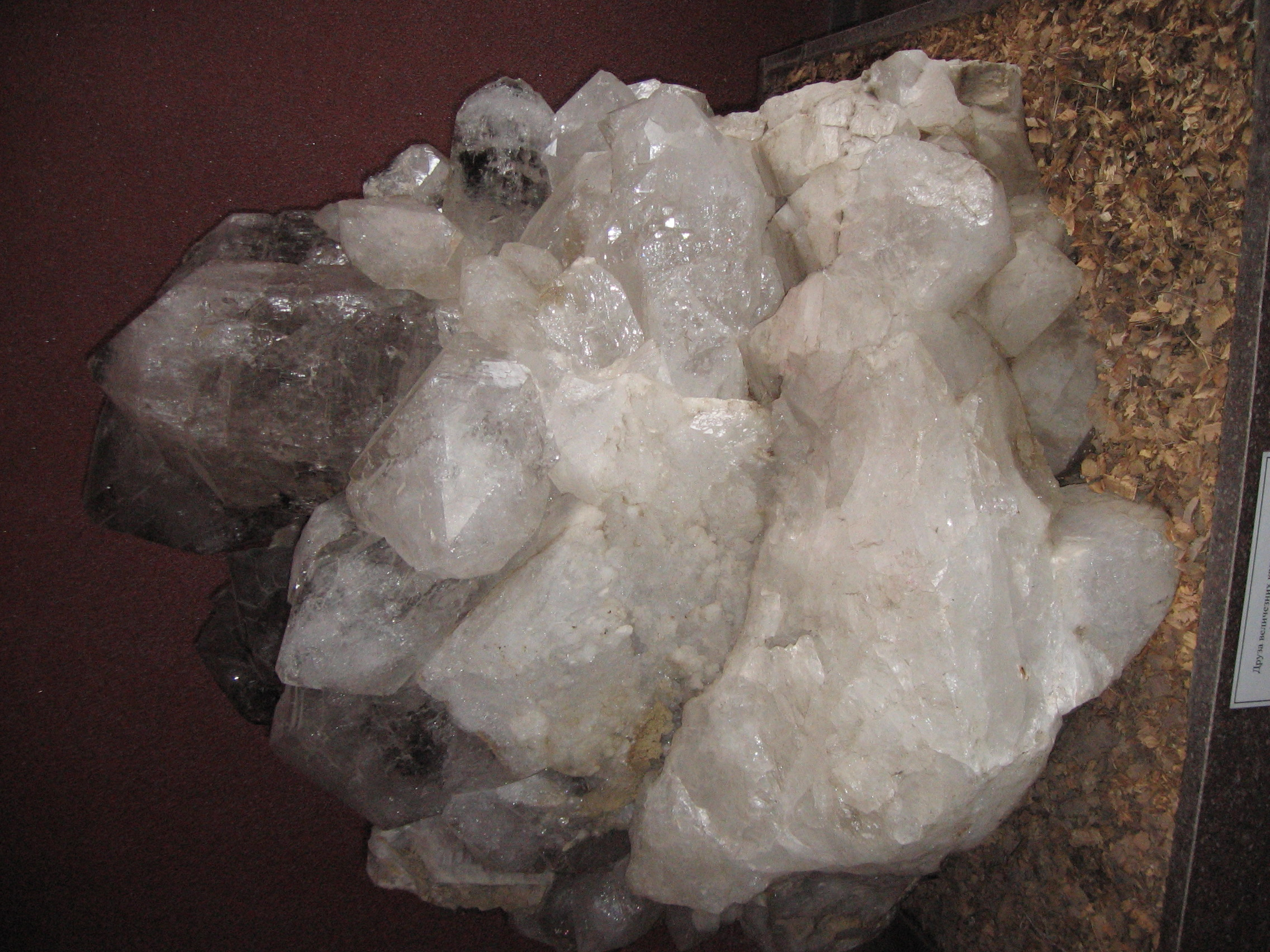
Друза кристалів кварцу та гірського кришталю, раухтопазу та рожевого кварциту.

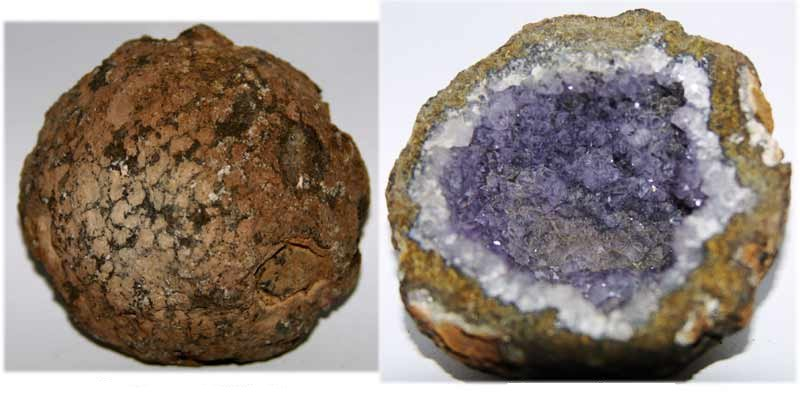
Друза аметисту

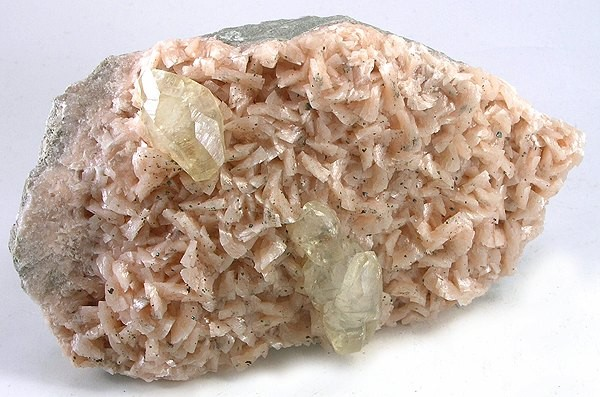
Доломіт і друза кальциту.

Друза — мінеральний агрегат, що утворюється у порожньому просторі — тріщинах і порожнинах гірських порід. У друзі кристали одним кінцем прикріплені до певної поверхні, іншим — повернуті в бік порожнини. Розрізняють друзи наростання і перекристалізації.
У міру зростання друзи відбувається заростання похило орієнтованих індивідів; при цьому друзи поступово набувають вигляду так званих кристалічних щіток, або, при тривалому розвитку, — паралельно-жердинного агрегату.
Друзи вистилають стінки порожнин різноманітних форм і походження. Вони складають стінки багатьох жеод, відкритих порожнин рудних і альпійських жил, наростають на стінках тріщин, зустрічаються у відкритих порожнинах серед магматичних, метаморфічних і осадових порід. Агрегати у вигляді друз кристалів характерні для багатьох мінералів — кварцу, кальциту, флюориту, піриту, бариту, польового шпату, гранатів і ін.
Щітки-друзи — корінні породи з нерівною дрібнозубчастою поверхнею, на яких залягають пухкі відклади або розсипи. Щітки — природні концентратори розсипних металів, зокрема золота, платини.
Син. — ребровик.